# 야포

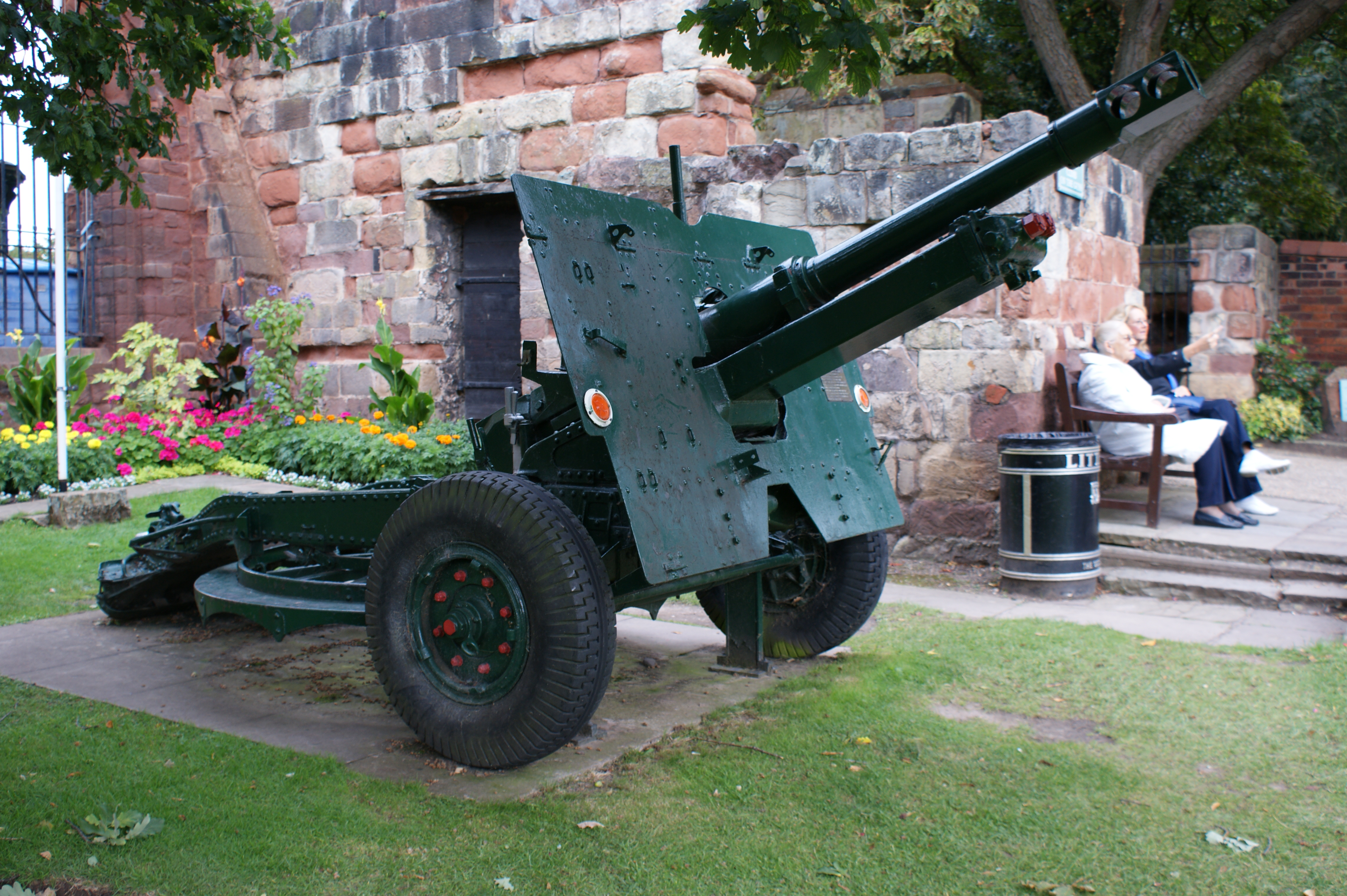

야포(野砲, field gun)는 대포의 일종이다. 상대적으로 가볍고 소형이라 전장의 다양한 환경에 맞추어 야전군과 함께 이동할 수 있는 대포를 말한다. 특정 지역에 붙박아 놓고 쓰는 요새포, 너무 크고 무거워서 신속하게 이동할 수 없는 공성포·구포와 구분된다.